# Asplenium ekmanii
Asplenium ekmanii är en svartbräkenväxtart som beskrevs av C. Chr. Kungl. Asplenium ekmanii ingår i släktet Asplenium och familjen Aspleniaceae. Inga underarter finns listade.